# Dirección General del Sector Ferroviario
La Dirección General del Sector Ferroviario (DGPERF) de España es el órgano directivo del Ministerio de Transportes y Movilidad Sostenible, adscrito a la Secretaría General de Transporte Terrestre, al que le corresponde ejercer las funciones del Gobierno de la Nación relativas a la Red Ferroviaria de Interés General del Estado.

## Historia
Este órgano directivo se creó por Real Decreto 615/1978, de 30 de marzo, integrado en el entonces Ministerio de Transportes y Comunicaciones. Por aquel entonces, se denominó «Dirección General de Infraestructura del Transporte», y tenía un carácter transversal, diseñando proyectos de sobre transportes tanto terrestres como aéreos. Años después, la importancia que el Gobierno dio a la infraestructura ferroviaria motivó que se decidiera que esta dirección general se dedicara en exclusiva a este ámbito, hecho que se materializó por Real Decreto 1081/1990, de 31 de agosto, que renombró el órgano como «Dirección General de Infraestructura y Planificación del Transporte» y, unos meses después, ya integrada en el Ministerio de Obras Públicas y Transporte, como «Dirección General de Infraestructuras del Transporte Ferroviario». Las competencias aéreas pasaron al Organismo Autónomo Aeropuertos Nacionales, predecesor de Aena.
Sin mayores cambios, continuó hasta el 10 de mayo de 1996, cuando se suprimió y sus funciones se integraron en la Dirección General de Ferrocarriles y Transportes por Carretera. Al año siguiente, este órgano, que mantuvo su denominación, perdió las competencias sobre ferrocarriles, que las asumió directamente el Secretario de Estado.
La nueva legislatura iniciada en el año 2000 supuso que se le devolviera autonomía, restableciéndose el órgano directivo, ahora bajo el nombre de «Dirección General de Ferrocarriles». Nueve años después se renombró como «Dirección General de Infraestructuras Ferroviarias», manteniendo todo lo relativo a estructura y perdiendo lo referente a proyectos normativos y regulación, ordenación e inspección en materia de transporte ferroviario.
A finales de 2011 se volvió a la situación previa a 2009, sin embargo, un lustro después se constituyó la Agencia Estatal de Seguridad Ferroviaria (AESF), que asumió gran parte de sus funciones, personal y bienes, suprimiéndose el órgano y pasando el resto de sus competencias —principalmente sobre infraestructura ferroviaria— a la Subdirección General de Planificación Ferroviaria de la Secretaría General de Infraestructuras.
Como en ocasiones posteriores, a finales de enero de 2020 se restableció con el título de «Dirección General de Planificación y Evaluación de la Red Ferroviaria», teniendo como objetivo de reforzar «las herramientas de planificación, regulación y gestión del Departamento en materia ferroviaria, necesarias para hacer frente a las nuevas competencias derivadas del Espacio Ferroviario Único Europeo y, en concreto, del nuevo proceso de liberalización del transporte ferroviario de viajeros y la adaptación al cuarto paquete ferroviario, así como los objetivos de la nueva política de transportes y movilidad del Ministerio». Para dotar de competencias a este órgano, se le adscribieron la Subdirección General de Planificación Ferroviaria y la División de Expropiaciones Ferroviarias, adscritas entonces a la Secretaría General de Infraestructuras y, además, se creó una Subdirección General de Evaluación y Normativa Ferroviaria.
Casi cuatro años después, en diciembre de 2023, se renombró como «Dirección General del Sector Ferroviario».

## Dependencias y funciones
De la dirección general dependen los siguientes órganos:
- La Subdirección General de Planificación Ferroviaria, a la que corresponde ejercicio de las funciones de Autoridad Ferroviaria asignadas a esta figura en las Instrucciones Ferroviarias u otras normas técnicas; la elaboración y propuesta de los planes de Implementación derivados de las Especificaciones Técnicas de Interoperabilidad aprobadas por la Unión Europea, así como de otros planes en relación con la red ferroviaria derivados de la normativa de la Unión Europea, sin perjuicio de las competencias en materia de Interoperabilidad de la Agencia Estatal de Seguridad Ferroviaria (AESF); la planificación de la Red Ferroviaria de Interés General (RFIG), bajo los principios establecidos por los planes estratégicos del Departamento y la elaboración, seguimiento, supervisión y control de la de los correspondientes planes ferroviarios y en particular, de la Estrategia indicativa del desarrollo, mantenimiento y renovación de las infraestructuras ferroviarias integrantes de la Red Ferroviaria de Interés General, prevista en el artículo 5 de la Ley del Sector Ferroviario de 2015; la elaboración, tramitación, seguimiento y control de estudios de viabilidad e informativos y la elaboración de proyectos de delimitación y utilización de espacios ferroviarios, en el ámbito de las infraestructuras e instalaciones de servicio de la RFIG; la planificación de las terminales ferroviarias e instalaciones de servicio, cuya titularidad sea de los administradores de infraestructuras ferroviarias, así como la elaboración y tramitación de los estudios informativos, en su caso, precisos para su desarrollo, en el marco de la planificación estratégica establecida por los órganos competentes del Departamento; la propuesta, seguimiento y coordinación de las actividades que el Ministerio de Transportes deba realizar en relación con el tramo ferroviario internacional Figueres-Perpignan; y el impulso de nuevas tecnologías en el ámbito de la RFIG, sin perjuicio de las competencias de otros órganos del Departamento y de forma coordinada con la AESF.
- La Subdirección General de Evaluación y Normativa Ferroviaria, a la que corresponde la propuesta y elaboración de los proyectos de disposiciones normativas de carácter general relativos a la Red Ferroviaria de Interés General (RFIG) y, en general, de aquellos relativos a las competencias de la Secretaría General en materia ferroviaria, así como la propuesta de transposición de las normas europeas relativas a las infraestructuras ferroviarias e instalaciones de servicio, que formen parte de la RFIG, y a la actividad y la financiación de los administradores de infraestructura; la propuesta de la normativa técnica en el ámbito de la RFIG sin perjuicio de las competencias en materia de seguridad operacional, interoperabilidad y mercancías peligrosas de la Agencia Estatal de Seguridad Ferroviaria (AESF); la propuesta y tramitación del Catálogo de infraestructuras ferroviarias de la Red Ferroviaria de Interés General, previsto en el artículo 4 de la Ley del Sector Ferroviario de 2015, y sus actualizaciones, así como la propuesta y tramitación de la inclusión o exclusión en la RFIG de líneas según lo previsto en el citado artículo 4, o la clausura de éstas, según lo previsto en el artículo 11 de la misma; la tramitación y autorización de infraestructuras ferroviarias privadas y las actividades previstas en la Ley del Sector Ferroviario de 2015 para las infraestructuras ferroviarias en puertos y aeropuertos de interés general; la propuesta y tramitación de los convenios con los administradores de infraestructuras previstos y la evaluación de los programas de actividad de los mismos en los términos previstos en el artículo 25 de la Ley del Sector Ferroviario de 2015; la propuesta de desarrollo y actualización de los principios básicos de aplicación al sistema de cánones ferroviarios, incluidos los sistemas de incentivos y compensaciones previstos en la Ley del Sector Ferroviario de 2015, sin perjuicio de las competencias de la Comisión Nacional de los Mercados y la Competencia y de los Administradores Generales de Infraestructura; la asistencia a la Secretaría de Estado, en la evaluación de la eficacia en la gestión y el control técnico de la actividad de los administradores generales de infraestructura adscritos a la misma, en los términos previstos por el artículo 30 de la Ley del Sector Ferroviario de 2015; y la formulación de la propuesta de servicios mínimos en caso de huelga del personal de los administradores generales de infraestructura.
- La División de Expropiaciones Ferroviarias, a la que corresponde las actuaciones expropiatorias en materia de infraestructuras ferroviarias, y la propuesta y tramitación de la declaración de utilidad pública de las instalaciones de servicio a los efectos previstos en la legislación en materia de expropiación forzosa, y las actuaciones expropiatorias posteriores a esta declaración, así como la autorización de la ocupación de dominio público de las instalaciones de servicio.

Tanto la Subdirección General de Planificación Ferroviaria como la Subdirección General de Evaluación y Normativa Ferroviaria son responsables, en el ámbito de sus competencias, de la realización de estudios de carácter prospectivo, económico-financiero y territorial, en materia de infraestructuras ferroviarias; de la representación del Ministerio, en los organismos internacionales y de la Unión Europea relacionados con las redes ferroviarias y la participación en los órganos de coordinación y gestión de los corredores ferroviarios europeos, sin perjuicio de las competencias de otros órganos del Departamento y de forma coordinada con la Agencia Estatal de Seguridad Ferroviaria en las materias de su competencia; y de la preparación y seguimiento de protocolos, acuerdos y convenios sobre actuaciones concertadas con otras administraciones públicas o entidades, incluidos los de carácter internacional, en el ámbito de la Red Ferroviaria de Interés general del Estado, así como la coordinación y cooperación con otros órganos administrativos, entidades públicas e instituciones, y administraciones, nacionales e internacionales, en materia ferroviaria.

## Titulares
- Carlos García Maura (1978-1979)
- Juan Antonio Guitart y de Gregorio (1979-1980)
- Florentino Pérez Rodríguez (1980-1981)
- Luis del Cañizo Perate (1981-1982)
- Antonio Alcaide Pérez (1982-1993)
- Antonio Monfort Bernat (1993-1996)
- Manuel Niño González (2000-2004)[13]
- Luis de Santiago Pérez (2004-2009)[14]
- Carlos María Juárez Colera (2009-2011)
- Manuel Niño González (2012-2013)
- Jesús Miguel Pozo de Castro (2013-2015)[15]
- Casimiro Iglesias Pérez (2020-2023)[16]
- Carlos María Juárez Colera (2023-presente)